# Mercury-Atlas 9
Mercury-Atlas 9 (MA-9) s kabinou pojmenovanou Faith 7 byl poslední a také nejdelší z letů programu Mercury agentury NASA. Je katalogizován v katalogu COSPAR jako 1963-015A. Po tomto závěrečném letu odstartoval program vícemístných lodí Gemini.

## Posádka
- Gordon Cooper (1)

V závorkách je uvedený celkový počet letů do vesmíru platný k datu mise Mercury-Atlas 9, a to včetně započítání této mise.

### Záložní posádka
- Alan Shepard (1)

## Parametry mise
- Hmotnost: 1360 kg
- Perigeum: 161 km
- Apogeum: 267 km
- Orbitální inklinace: 32,5 °
- Doba oběhu: 88,5 minut
- Nosná raketa: Atlas

## Start

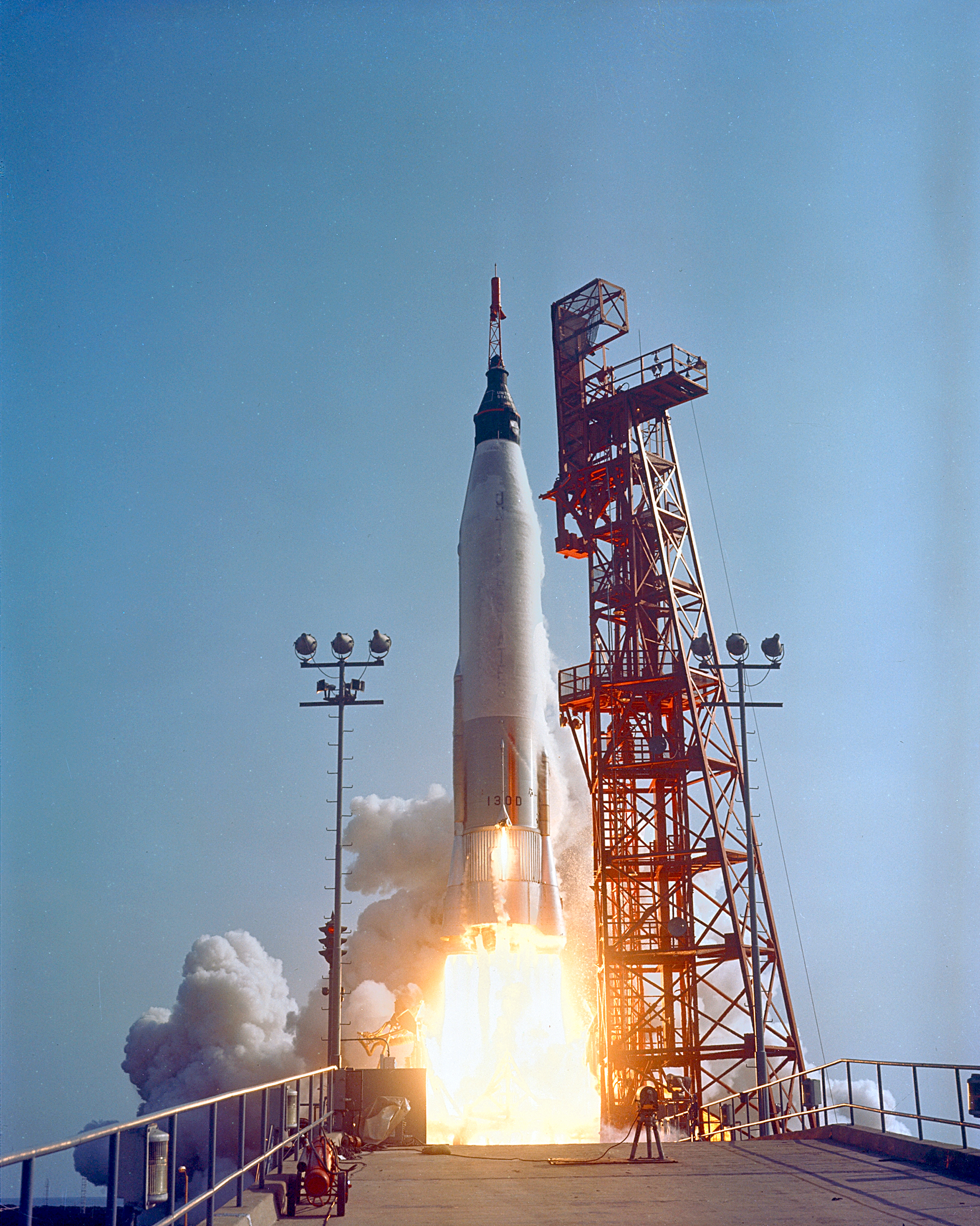
Start letu Mercury-Atlas 9

Kosmická loď Mercury s kabinou a volacím znakem Faith 7 odstartovala díky dvoustupňové nosné raketě Atlas ze startovací rampy LC-14 na vojenské základně Cape Canaveral 15. května 1963. Na její palubě byl 36letý Američan, Gordon Cooper. Oproti předcházejícím typům kabin byla tato značně vylepšena.

## Průběh letu
I tentokrát, jako v předchozích letech Mercury, se brzy projevily závady v termoregulaci skafandru, takže kosmonaut se střídavě potil a mrznul a nemohl spát. Nezdařilo se ani první televizní vysílání. Poprvé však kosmonaut prokázal schopnost vidět z orbity nečekaně ostré podrobnosti (jedoucí auta).[zdroj?] Kvůli poruše automatického řízení musel Gordon přejít při 19. oběhu na ruční ovládání letu i sestupového manévru. Brzdící rakety však fungovaly spolehlivě.

## Přistání
Kabina s kosmonautem po 34 hodinách letu a 22 obletech Země přistála stabilizovaná a následně zabrzděná padáky na hladině Tichého oceánu (Pacifiku) 128 km od ostrova Midway 16. května 1963. Brzy se položila na bok a okénka jí zalila voda. Vrtulník shodil žabí muže, kteří k ní připevnili plovák a člunem byla odtažena i s kosmonautem k 6 km vzdálené letadlové lodi USS Kearsarge. Kabinu na palubu vyzvedli jeřábem.